# جورج غريغوري
جورج غريغوري ، مؤلف، مترجم، باحث، أسناذ جامعي، مستعرب روماني.
ولد جورج غريغري (George Grigore) في 2 فبراير 1958 في بلدة غريندو (Grindu) محافظة يالوميتزا (Ialomiţa) – رومانيا. ويظهر اسمه أحيانا في المصادر العربية كما يلي: جورج جريجوري أو جورجي جريجوري.

## الدراسة والمؤهل التعليمي
أتم دراسته العليا في جامعة بوخارست، كلية اللغات والآداب الأجنبية، تخصصا في العربية والصينية (1983) وثم حصل على الدكتوراه في نفس الجامعة بأطروحة معنونة «إشكالية ترجمة القرآن إلى اللغة الرومانية» (1997). نال لقب أستاذ جامعي في سنة 2007. في الوقت الحاضر يلقى محاضرات في جامعة بوخارست على القواعد العربية والحضارة الإسلامية.

## النشاط
بصفته المزدوجة ناشرا ومترجم أسس في سنة 2000 في دار النشر «كريتيريون» سلسلة المكتبة الإسلامية [الرومانية] حيث نشر تراجم بعض أمهات الكتب الإسلامية (المؤلفة بالعربية والفارسية والتركية) بما فيها تراجم أنجزها هو نفسه من اللغة العربية (من أعمال الغزالي وابن طفيل وابن رشد وابن عربي). وتترأس تراجمه هذه
ولاشك ترجمة القرآن الكريم إلى اللغة الرومانية (وشهدت هذه الترجمة عدة طبعات، بعد الطبعة الأولى في سنة 2000 بما فيها طبعة باللغتين العربية والرومانية نشرت في استانبول سنة 2003).
اعتبارا من سنة 2001، هو ناشر مشارك لمجلة (Romano-Arabica) «رومانو-ارابيكا» التي يصدرها مركز الدراسات العربية في جامعة بوخارست  والتي تضم بحوثا على اللغة العربية وادبها.
ما عدا تراجمه العديدة من اللغة العربية، ترجم عدة أعمال من الأدب الروماني إلى أللغة العربية: في سنة 1995 نشر في بغداد أنطولوجيا الشعر الروماني المعاصر تحت العنوان «كان يجب» (مع كامل عويد العامري) وكرّم هذا المجلد يجائزة اتحاد الأدباء والكتاب العراقيين. في سنة 1997 نشر (مع كامل عوبد العامري) في بغداد أيضا مسرحية «المجرى» للكاتب الروماني مارين سوريسكو. في سنة 2002 نشر ديوان «طغيان الحلم» للشاعرة الرومانية كارولينا أيليكا في ترجمته إلى اللغة العربية في لبنان.
في سنة 2007 نشر كتابه عن اللهجة العربية المحكية في مدينة ماردين الواقعة في جنوب تركيا. ونال هذا الكتاب الفريد بنوعه تقديرا عاليا من الخبراء في هذا المجال.
لا ينحصر نشاطه التعليمي إلى المحاضارت التي يلقيها في جامعة بوخارست بصفته استاذا جامعيا في قسم اللغة العربية فحسب، بل ألّف ونشر على امتداد السنين أعمالا مصممة أن تكون أدوات مفيدة سواء للطلاب وللذين يرغبون في تعلم اللغة العربية (قاموس عربي روماني، مرشد محادثة، كتاب تعليم الخط العربي آلخ).
إضافة إلى ما ذكر أعلاه، نشر بحوثا على القرآن والإسلام وكذلك على اللهجات العربية (بالأخص على تلك المحكية في بغداد وماردين) في مجلات أكاديمية صادرة في كل من العراق والأردن وهولندا وتركيا والمغرب والإمارات العربية المتحدة وإسبانيا وتونس وبولونيا وبريطانيا العظمى والولايات المتحدة الأمريكية وليبيا.
هذا ويولي جورج غريغوري اهتماما كبيرا للبحوث في الثقافة الكردية واللهجات الكردية ونشر في هذا المجال ما يلي: اليزيديون: الكتاب الأسود وكتاب الجلوة (1994) والشعب الكردي – أوراق تأريخ (1997) ومرشد محادثة كردي-روماني (1998).

## جوائز
حاز جورج غريغوري جوائز دولية عديدة على أعماله الشعرية الأصلية والمترجمة بعد ما نشر ديوانه الشعري «الربيع في بغداد» (1991) ومنها: جائزة «فالاهيا» (رومانيا - 2001)، جائزة نعمان (لبنان – 2005).

## مشاركات في ندوات دولية
شارك ببحوث أكاديمية على الإسلام واللهجات العربية في ندوات ومؤتمرات دولية منعقدة في كل من: بغداد (1997)، مراكش (2000)، عمان (2000)، استانبول (2000، 2004)، تطوان (2001)، الدار البيضاء (2003)، بوخارست (2003، 2007)، حمامات (2004)، لندن (2005)، ماردين (2006، 2007)، ماريلاند (2006)، فينا (2006)، سعرت (2006).

## عضوية
- عضو في الرابطة الدولية لدراسة اللهجات العربية
- عضو في الرابطة الرومانية للدراسات الدينية
- عضو في اتحاد الكتاب في رومانيا
- عضو شرف في اتحاد الكتاب والأدباء العراقيين
- عضو في مركز الدراسات العربية – جامعة بوخارست

## من مؤلفاته وتراجمه المنشورة في المجلدات

### مؤلفات
- جورج غريغوري، من فن الطهي في المشرق العربي (Din arta culinară a Orientului arab) (بوخارست - 1991)
- جورج غريغوري، اليزيديون: الكتاب الأسود وكتاب الجلوة – وصف وترجمة: جورج غريعوري (بوخارست - 1994)
- جورج غريغوري، الشعب الكردي – أوراق تأريخ (بوخارست - 1997)
- جورج غريغوري، إشكالية ترجمة القرآن إلى اللغة الرومانية (Problematica traducerii Coranului în limba română) (بوخارست - 1997)
- جورج غريغوري وشيرو بيرازي، مرشد محادثة كردي – روماني (Rêkêşa axaftina kurdî-romanî) (بوخارست - 1998)
- جورج غريغوري ونيقولاي دوبريشان، قاموس عربي – روماني (بوخارست - 1998)
- جورج غريغوري، تعلم اللغة الرومانية بدون معلم (بيروت - 2000)
- جورج غريغوري، العربية المحكية في ماردين- (L'arabe parlé à Mardin. Monographie d'un parler arabe périphérique) (بوخارست - 2007)

### تراجم من اللغة العربية إلى اللغة الرومانية
- القرآن الكريم (Coranul)، ترجمة إلى اللغة الرومانية: جورج غريغوري (بوخارست - 2000، 2002، 2005، 2007) (استابول - 2003)
- الغزالي، مشكاة الأنوار(Firida luminilor)، ترجمة إلى اللغة الروماية: جورج غريغوري (بوخارست - 2001)
- ابن طفيل، حي بن يقظان (Hayy bin Yaqzan)، ترجمة إلى اللغة الرومانية: جورج غريغوري (بوخارست - 2001)
- ابن رشد، فصل المقال(Cuvânt hotărâtor)، ترجمة إلى اللغة الرومانية: جورج غريغوري (بوخارست - 2001)
- بديع الزمان سعيد نورسي، كلمات (Cuvinte)، ترجمة إلى اللغة الرومانية: جورج غريغوري (استانبول - 2002)
- ابن عربي، إنشاء الدوائر(Geneza cercurilor)، ترجمة إلى اللغة الرومانية: جورج غريغوري (بوخارست - 2003)
- العين الداخلية – الألوهية من المنظور الإسلامي (Ochiul lăuntric – perspective islamice asupra divinităţii)– بحوث وتراجم: جورج غريغوري (بوخارست - 2005)
- حكايات شعبية عراقية(Poveşti irakiene)، جمعها وترجمها جورج غريغوري من العربية العراقية (بوخارست - 1993)
- علي بن أبي طالب، نهج البلاغة (Nahj al-Balagha / Calea vorbirii alese)، ترجمة إلى اللغة الرومانية: جورج غريغوري (كلوج-نابوكا - 2008)

### تراجم من اللغة الرومانية إلى اللغة العربية
- كان يجب – من الشعر الروماني المعاصر – ترجمة إلى اللغة العربية: جورج غريغوري وكامل عويد العامري (الإبداع، بغداد - 1995)
- كارولينا إيليكا، طغيان الحلم، ترجمة إلى اللغة العربية: جورج غريغوري (لبنان - 2002)
- مارين سوريسكو، المجرى، ترجمة إلى اللغة العربية جورج غريغوري وكامل عويد العامري (بغداد - 1997)

## وصلات خارجية
- جورج غريغوري على موقع أرشيف الشارخ.
- لقاء مع البروفيسور جورج غريغوري
- مراجع جورج غريغوري في  Ioana Feodorov, The Arab World in the Romanian Culture
- كرسي اللغات الشرقية، كلية اللغات والآداب الأجنبية، جامعة بوخارست
- أعمال منشورة من قبل أعضاء الرابطة الرومانية للدراسات الدينية  نسخة محفوظة 17 أكتوبر 2006 على موقع واي باك مشين.
- الدراسات العربية في جامعة بوخارست - 50 سنة
- ترجمة القرآن الكريم إلى اللغة الرومانية (المترجم جورج غريغوري)